# 주인규
주인규(1901년? - 1956년 9월)는 일제강점기 한국의 탤런트 겸 영화배우이자 노동운동가였다. 1948년 북한으로 월북하였으며 초대 국립영화촬영소장이며 초대 영화인동맹 위원장을 지냈고 1956년 9월, 8월 종파사건으로 조사중 자살하였다. 함경남도 함흥군 출신.

## 생애

### 생애 초기
주인규의 정확한 생년은 알려지지 않았으나 1901년경으로 추정되며 함경남도 함흥군에서 주경팔의 아들로 출생했다. 아버지 주경팔은 시골의 부유지주였고, 동생은 주선규로 그도 노동운동으로 태평양노조사건으로 그와 함께 체포되기도 했다. 1919년경 한 살 많은 이인동과 결혼했으나 결혼생활은 원만하지 못했고 결국 결혼 8년 만에 이혼하게 되었다.
결혼후 부인 이인동은 남편을 따라 시집에 들어가 사는 시집살이에 반발, 강하게 거부하였다. 이인동은 1922년 5월 만병수(萬病水)라는 극약을 다량 복용하여 자살을 기도했는데, 며느리의 자살미수 소식에 놀란 아버지 주경팔은 1923년 1월 충격을 받고 사망했다. 그 뒤 이인동은 친정에서 첫째 아이를 낳은 후 시집으로 돌아가지 않은 채 해산 5개월 뒤 아이만 보내기도 했다.

### 무명배우 활동
1922년 주인규는 우연한 기회에 고향 함흥군에서 설립된 악극단 예림회에 가입하여 문예부장 안종화를 만났다. 이어 안종화에게 발탁된 것이 기회가 되었다. 예림회는 지두한, 서정익, 박정걸 등 일본유학을 다녀온 유학파 출신들이 함흥지역에 세운 연극단체였다. 예림회에는 훗날 한국영화의 선각자로 지목되는 안종화, 주인규, 김태진, 그리고 나운규가 있었는데 주인규는 이때 이들을 만나게 되었다.
회원으로 활동하였으나 1924년 경영난으로 예림회는 문을 닫아, 일시적으로 그만두게 되었다. 단원들은 뿔뿔이 흩어졌고 서울 출신의 안종화는 함흥을 떠나 무대예술연구회의 공연에 참가하기 위해 부산으로 내려가기로 했다. 그는 함흥역에서 김태진, 나운규와 함께 안종화를 배웅하였고, 떠나면서 안종화는 함흥의 친구들에게 부산으로 내려오라고 연락했다.
안종화의 연락을 받고 김태진이 최초로 내려가고 주인규도 그들을 따라 부산으로 이동하였다. 안종화는 무대예술연구회원에 가입해서 활동하였는데, 무대예술연구회 회원이 우연한 기회에 일본인이 세운 조선시네마주식회사에 전원 입사하게 되어 영화를 촬영하였는데 안종화가 함흥의 옜친구들을 잊지 않고 불렀던 것이었다.

### 영화배우 생활

#### 실패한 데뷔작
1924년 말 주인규도 무대예술연구회에 들어갔고 이어 조선시네마주식회사에 연구생 자격으로 입사하게 되었다. 영화 <개척자>에 출연하여 처음으로 비중 있는 역할을 맡게 되었다.
1927년 11월 17일 매일신보에는 주인규의 이혼소송은 화제가 되어 매일신보 등의 언론에 보도되었고, 이혼사유로는 시집살이 거부로 지목되었다. 1927년 당시 주소는 함흥군 함흥면 하서리 212번지였다.
거처가 없었던 주인규는 함흥의 동료들과 함께 월 11원의 급여를 받는 임시 직원(연구생)으로 월 10원의 식비를 물며 감독으로 있던 윤백남의 집에 있었다. 얼마 안 있어 서울에 있던 나운규도 부산으로 내려왔다. 주인규는 그곳에서 일본인 왕필렬이 연출한 <해의 비곡>(海의 悲曲)과 윤백남이 연출한 <운영전>(雲英傳)에 단역으로 출연했다.
<운영전>이 흥행에 실패하자 윤백남은 사업을 접고 자신의 집에 하숙하던 연구생을 데리고 경성부로 올라와 백남프로덕션을 창설하였다. 주인규도 이무렵 윤백남을 따라 경성부로 올라와 백남프로덕션 소속으로 활동했지만 영화제작비가 없는 백남프로덕션은 경영난에 허덕였고 별로 빛을 보지 못하였다. 주인규가 1000원을 내어 놓았고 주인규의 동향 친구 K도 1000원을 내놓아 프로덕션을 겨우 해결하였다.
주인규 등이 가지고 온 돈으로 영화제작이 시작되었다. 흥행을 고려하여 <심청전>을 고른 윤백남은 연출을 이경손에게 맡겼고, 심청전에서 심봉사로 나온 나운규의 연기력이 좋은 평가를 받았으나 흥행에는 실패했다. 윤백남은 일본에서 흥행을 해보고자 <심청전>을 가지고 일본으로 건너가 춘원 이광수의 동명소설을 원작으로 한 <개척자>를 후속작으로 정했다. <개척자>는 이경손이 연출을 맡았고 주인규는 여기서 악역을 맡게 되는데, 처음으로 비중 있는 역을 맡게 된 것이었다. 주인규가 맡은 역은 젊은 화학자 김성재 분으로, 주인공인 화가 민은식을 사랑하는 자신의 여동생 김성순을 자신의 연구비를 후원하는 재력가 변철학에게 시집보내려고 강요하다가 여동생을 죽음으로 몰고가는 악역이었다.
1925년 봄 일본으로 건너간 윤백남은 여름이 지나도록 돌아오지 않았고 그는 백남프로덕션을 떠맡게 되었다. 영화 <개척자>는 무더위로 네거필름이 손상되어 상영에 실패하고 말았다. 채무자들의 빚 독촉이 심해지자 주인규를 비롯하여 백남프로덕션에 남은 사람들은 <개척자>를 상영하여 빚을 청산하기로 하고 손상된 필름이나마 상영하기로 결정하였다. 1925년 7월 17일 단성사에서 자신이 출연한 <개척자>를 개봉하는데 주도하였으나 첫개봉 당일부터 엄청난 폭우가 쏟아지기 시작하여 서울 시내에 홍수가 났고 상영은 실패하였다. 얼마 뒤, 단성사 뒤 여인숙에서 백남프로덕션은 해산되었다.
백남프로덕션 해체 후, 나운규·김태진·이규설·이경손 등은 조일제가 만든 계림영화협회에 입사하고, 주변의 참여 권유가 있었으나 거절하고 두문불출하였다. 공백기를 1년을 거쳐 영화 <아리랑>에 캐스팅되었다.

#### 영화 아리랑
1926년 2월, 경성부 본정방에서 모자상점을 요도가 조선시네마프로덕션을 설립했다. <장한몽> 이후 흥행이 없어서 사실상 휴업상태에 있던 계림영화협회의 일부 영화인들이 조선시네마프로덕션으로 옮겨와 영화를 만들었다. 계림협회의 첫작품은 이규설이 만든 <농중조>였고 두 번째 작품은 나운규가 만든 <아리랑>이었다. 주인규는 <아리랑>에서는 여주인공 최영희를 겁탈하려는 청지기 악역 오기호역이었다. 지주에게 아부하고 농민들을 괴롭히는 얄미운 청지기역을 훌륭히 소화하여. 악역 전문배우로 명성을 얻는다.
<아리랑>은 엄청난 성공을 거두었고, 이에 힘을 얻은 나운규는 후속작으로 <풍운아>를 촬영한다. <풍운아>에서 주인규는 기생 혜옥에게 빠져 정부인 영자를 버리려다 영자가 쏜 총에 맞아죽는 안재덕 역이었고. <풍운아>도 큰 성공을 거두었다. 연이은 성공에 나운규는 자만했고 이에 비위가 상한 주인규를 비롯한 함흥출신 김태진, 이규설 등이 조선시네마프로덕션을 떠났다. 주인규는 김태진과 함께 심훈과 강홍식이 있는 계림영화사로 되돌아왔다. 계림영화사로 소속사를 옮긴 뒤 주인규는 심훈이 연출하는 <먼동이 틀 때>에 출연한다. 이 영화의 주인공은 영화배우 최민수의 외조부 강홍식이었다. 주인규는 강홍식과 이 영화에서 함께 연기한 후 영화에서뿐만 아니라 역사적 격변기를 함께 헤쳐 나가는 동반자적 관계로 발전한다.
<먼동이 틀 때>가 흥행에 실패하자 계림영화협회는 문을 닫고 말았다. 주인규는 그 뒤 극동영화사로 옮겨가 <낙원을 찾는 무리들>에 출연하였다. 이때 나운규도 조선시네마프로덕션에서 독립하여 나운규프로덕션을 차려 나왔다. 나운규의 독선에 반대하여 회사를 나와 소속사 없이 활동하던 주인규, 김태진, 이규설 등은 다시 조선시네마프로덕션으로 들어가 <뿔 빠진 황소>를 만들었지만 영화는 실패했고 회사는 후속작 제작을 포기하고 말았다.

#### 노조 활동과 체포
1927년 11월의 이혼으로 사생활 문제로 곤란을 겪던 그는 영화계를 떠나 고향 함흥으로 되돌아왔다. 1920년대 말과 30년대 초는 공산주의 운동이 활발히 일어났던 시기로 특히 주인규의 고향 함흥은 중화학공장단지들이 밀집되어 있어 적색노동조합이 조직되어 활발하게 움직이고 있었다.
1929년 2년의 공백 후, 주인규는 <도적놈>이라는 시나리오를 직접 작성하여 영화계로 복귀하였다. 이 작품의 연출은 나운규의 절친한 친구였다가 나운규의 방탕한 생활에 등을 돌린 윤봉춘이 맡았다. 대구부의 부호 장두한 등의 투자를 얻어 설립한 대구 대동영화사에서 만든 이 영화는 계급문제를 다뤘으나 흥행과 비평에서 모두 실패하고 말았다.
이때 주인규의 연기를 공산주의운동가들이 높이 평가하였는데, 카프 출신 윤기정은 조선일보에 실은 영화평론에서 '고철수로 분한 주인규 동무는 이번에도 믿음성 있는 연기를 발휘하였다. 대장간에서 일하는 발달된 근육은 힘의 표현 같다. 노동자 역으로 적역이다'라는 찬사를 하였다. <도적놈> 출연 후, 주인규는 고향을 떠나 조선공산당 간부들의 추천으로 모스크바로 떠났지만 국경을 넘지 못하고 중도에 돌아와야 했다. 소비에트 연방 모스크바의 쏘브키노를 목표로 영화수업의 길을 떠난 것이었지만 실상은 공산당 간부학교에 입학하기 위해 소련으로 향한한 것이었다.
그 뒤 함흥질소회사에 육체노동자로 취업하여 적색 노동조합운동을 했다. 이때 미국 유학후 영화공부를 했다는 황운을 만나 질소회사를 그만두고 함흥에 길 안든 영화사를 창설하는데 가담,. 불합리한 해고를 당한 노동자들을 그린 <딱한 사람들>이라는 영화를 제작하는데 참여하였다. 그러나 영화가 개봉하기도 전인 1932년 6월 19일, 함흥 흥남 적색노조의 수뇌로 몰려 동생 주선규와 함께 체포되었다. 이들은 적색노조사건이 터지자 신흥으로 몸을 피했지만 6월 정·사복 조선총독부 경찰관 10여명의 추적으로 검거되었다. 이어 이들의 체포기사는 동아일보에 실리게 되었다. 1934년 10월 재판정에 언도되어 주인규는 징역 3년, 주선규는 징역 5년이 언도됐다.
1938년, 출소하여 다시 영화배우로 복귀, 고려영화협회의 <복지만리>에 출연했다. 인맥으로 고려영화협회에는 입사하였는데, 제작자인 이창용은 과거 학생 신분으로 영화판계에 종사하며 주인규가 출연한 <아리랑>을 비롯한 여러 작품에 촬영조수를 하다 일본으로 유학, 영화공부를 하고 귀국하였다. 감독을 맡은 전창근 역시 상해로 떠나가기 전 주인규가 나온 영화에서 연구생으로 영화수업을 받던 지망생이었고, 배우들 역시 강홍식, 윤봉춘, 이규설 등으로 그의 동료들이었다.
1939년 2월, <복지만리>의 촬영에 함께 참여했던 박창환, 심영, 유현, 이재현 등과 함께 고려영화협회 직속 극단인 고협을 창단했다. 이들은 당대 거부 중 한 명인 한학수의 기부를 받아 경기도 고양군에 고협촌을 만들어 집단생활을 했으며 자체 농장으로 산양목장을 운영, 산양유를 내다 팔아 운영자금으로 사용하였다. 이 고협촌의 촌장은 주인규의 동생 주선규였고, 그는 경리직을 맡아 보았다.

### 1940년대 이후
1941년 태평양전쟁으로 일제의 통제가 극도로 달하면서 조선 내 모든 영화사는 총독부 주도로 만들어진 조선영화사로 통합되었고 영화인들은 심사를 통해 이 회사에 입사하였다. 주인규는 사상범으로 투옥된 경험이 있었기 때문에 이 통제 회사에 입사하지 못했지만 영화출연 요청은 받았는데, 이때 주인규는 참여요청을 거절하지 않았다. 고려영화협회와 일본 동보영화사가 합작으로 만든 <망루의 결사대>, 통제회사인 조선영화사에서 만든 방한준 연출의 <거경전>, 최인규 연출의 <태양의 아들들> 등에 출연하였다.

### 해방 이후
1945년 8월초 일왕이 항복을 선언했지만 함경도에서는 소련군과 일본군이 전투를 벌이고 있었다. 잠시 피신한 사이 함흥은 소련군이 일본군과의 전투 끝에 해방시켰고 적색노조가 활발히 활동하던 함경도에서는 소련군에 의해 해방 된 직후, 그는 청진감옥에서 풀려난 정치범, 지하의 공산주의자들과 함께 지역 자치조직을 만들어 활동하였다. 태평양노조사건으로 투옥 경험이 있던 그에게는 함흥 검찰소 소장직이 임명되었다.
1946년 소련 군정청에 불려가 북한영화의 건설이라는 큰 임무를 맡게 되었다. 이어 소군정의 후원으로 북한지역 내에 영화촬영소를 만들고 북한 각지에 흩어져 있던 영화인들을 평양으로 불러들였다. 1946년 10월 만들어진 북조선문학예술총동맹(문예총) 산하 영화동맹 위원장에 피선되고, 1947년 2월 공사를 시작한 북조선국립영화촬영소장이 되었고., 1947년 북한 문예총 중앙위원회 상무위원으로 임명되었다.
1950년 영화 <초소를 지키는 사람들>에 연출로 참여하였으나 영화 개봉을 전후하여 전쟁이 터졌다. 6.25전쟁이 일어나고 3일 만에 서울이 북한군에 점령되었다. 주인규와 강홍식은 서울의 영화인들을 소집하고 교육시켜 평양으로 데려가는 역할과 전선에 종군영화인들을 투입하여 전황을 기록으로 남기고 인민군을 위안하는 역할을 맡게 되었다. 서울에서 이러한 사업을 하던 중 전세는 역전되어 후퇴를 하게 되었다.
남로당계로 분류된 그는 1951년 개편된 영화동맹에서 알 수 없는 이유로 아무런 직책도 맡지 못하였다. 1952년 휴전하자 북한에서는 박헌영, 이승엽 등 남로당계에 대한 대대적인 숙청이 시작되었고, 적색노조 활동가에 대한 탄압도 심해지면서 함께 탄압받게 되었다.
1956년 '8월 종파사건'이 발생하자 함흥에서 활동하던 정률, 기석복과 등 소련파로 분류되는 소련출신 한인들과 교분을 쌓았던 것이 원인이 되어 종파분자로 몰렸다. 수감 중 종파숙청이 한창이던 1956년 9월 주인규는 고문을 견디지 못하고 자살하였다.

## 가계
- 아버지 : 주경팔
- 동생 : 주선규, 일제 강점기의 노조운동가
- 처 : 이인동(1926년 이혼)

## 같이 보기
- 나운규
- 김태진
- 강홍식
- 박헌영
- 심훈